# Астий (Бакалбаши)
Ми́трополит А́стий (алб. Mitropolitit Asti, в миру Криста́кь Зои Бакалбаши, алб. Kristaq Zoi Bakallbashi; 31 июля 1974, Дуррес) — епископ Албанской православной церкви, митрополит Бератский, Влёрский и Канинский.

## Биография
Родился в 1974 году в Дурресе, Албания, в албанской православной семье, где сохраняли веру несмотря на государственные гонения. Был крещён в самом начале восстановления церковной жизни в Албании и сразу стал живо участвовать в деятельности православной молодёжи.
С 1992 года служил катехизатором. С 1993 года на средства архиепископа Тиранского Анастасия обучался в Воскресенской духовной семинарии в Дурресе, которую окончил в 1997 году. Был сотрудником Студенческого центра в Тиране.
Обучался на богословском факультете Университета Аристотеля в Салониках, аспирантуру которого который окончил в 2003 году.
Решив всецело посвятить себя Церкви, в 2003 году был рукоположён в сан диакона целибатом с наречением имени Астий в честь священномученика Астия Диррахийского. Работал администратором церковных СМИ Албанской православной церкви.
В 2006 году был возведён в сан архидиакона.
1 февраля 2009 года в составе делегации Албанской православной церкви принял участие в интронизации патриарха Московского и всея Руси Кирилла, а 2 февраля присутствовал во время встречи предстоятелей Русской и Албанской церквей.
Позднее в 2009 году был рукоположен во пресвитера с возведением в сан архимандрита.
19 января 2012 года по предложению Совета духовенства и мирян, как это определено в новом уставе Албанской Православной Церкви, Священный Синод Албанской православной церкви избрал архимандрита Астия епископом Виллийским, викарием Архиепископа Тиранского и всей Албании. Тогда же избран ответственным за диаконическое служение Албанской Церкви.
22 января того же года в Тиранском Благовещенском соборе хиротонисан во епископа Виллийского. Хиротонию совершили: архиепископ Тиранский и всей Албании Анастасий, митрополит Бератский Игнатий (Триантис), митрополит Корчинский Иоанн (Пелюши), митрополит Гирокастрский Димитрий (Дикбасанис), епископ Аполлонийский Николай (Хюка), епископ Круйский Антоний (Мердани), епископ Амантийский Нафанаил (Стергиу).
Епископ Астий принимал участие в управлении Тиранской архиепископией, преподавал в качестве адъюнкт-профессора в Богословской академией Святого Власия в Дурресе, а с 2005 года был сотрудником и содиректором церковной радиостанции «Анастасис» («Воскресение»). Он также был ключевым организатором молодёжного движения в Тиране (2010—2018) и с 2018 года являлся членом Исполнительного совета Межрелигиозного совета Албании.
В июне 2016 года принял участие в Критском соборе.
14 ноября 2024 года решением Священного Синода Албанской православной церкви абсолютным большинством голосов был избран митрополитом Бератским, Влёрским и Канинским.